# Sommarhem
Sommarhem eller sommargård är ett äldre begrepp som betecknar en pensionatsliknande byggnad eller anläggning för i första hand fritidsändamål och som vanligen tillhör en förening eller en kyrka.
I pressen används begreppet sommarhem också för att beskriva olika typer av fritidshus.